# 海爾-博普彗星
海爾-博普彗星（英語：Comet Hale-Bopp，編號：C/1995 O1）是一顆長周期彗星，於1995年由兩位美國業餘天文學家共同發現，於1997年4月1日過近日點。
1995年7月23日，美國人艾倫·海爾和湯瑪斯·博普分別獨立發現該彗星，它是眾多由業餘天文學家發現的彗星當中，距離太陽最遠的（於木星軌道外被發現）。與哈雷彗星比較，若把兩顆彗星放在同一軌道上，海爾-博普彗星的亮度會超過前者千倍。
通常彗星在木星軌道外會比較不顯眼，但海爾-博普彗星則例外，該彗星過近日點時光度為-1.4等，縱使在城市中亦能以肉眼看見，是自1975年最亮的彗星，因此它成為了近二十年來最壯觀的彗星之一。根據哈勃太空望遠鏡的影像，海爾-博普彗星的直徑估計約40公里，屬於大型彗星。
直至2006年1月仍有日本天文愛好者在澳大利亞拍攝到該彗星的身影；經初步計算，海爾-博普彗星於二千多年後會回歸。

## 接近太陽
1996年夏天，海爾-博普彗星開始可以肉眼看見。同年下半年，它的光度增加速度放緩，但科學家仍抱持樂觀態度，等待該彗星變得更光亮。至1996年12月，由於它的天球位置太接近太陽，因此暫不能觀測，1997年1月，彗星重現，並已變得更亮，在遭光害污染的城市夜空也容易找到它。

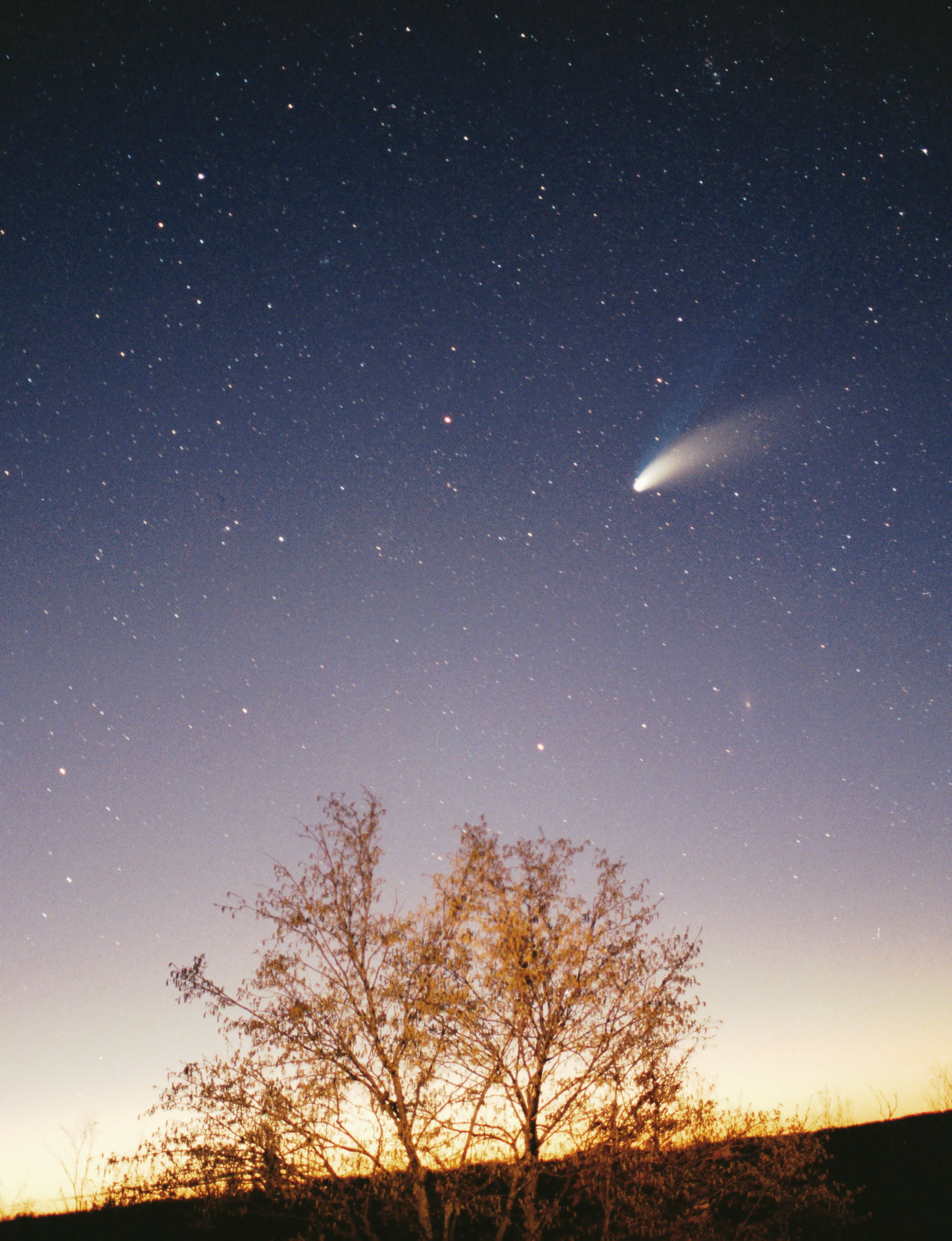
海爾-博普彗星（1997年3月29日）

隨著互聯網開始普及，不少網站追縱彗星動向，並提供每日最新圖片，使這些網站的訪客流量大增。互聯網在向民眾推廣彗星的消息方面，扮演著一個重大角色。
該彗星持續接近太陽，光度持續增強，至1997年2月已達2等，並可清楚看到其背向太陽的藍色彗尾，在通過的軌跡留下淡黃色的彗塵。3月9日，蒙古、西伯利亞東部和中國的漠河可見一次日全食，有稱為極奇罕有的「日全食與彗星同觀」觀象，吸引了全世界天文愛好者忍受嚴寒觀賞和拍照，中國並以此發行紀念封。3月22日，彗星通過近地點，距離地球1.315天文單位。
同年4月1日，彗星通過近日點，其光度比不少星星要亮，僅次於天狼星。它的兩條彗尾伸展至夜空的30-40°。當時，由於該彗星的近日點日距較遠，在天空每晚的暮光消失前均可看見，而其他不少彗星因近日點與太陽較近，只能在日落後一段短時間內觀測。在北半球的觀測者可於全晚看到該彗星。

## 通過近日點後
該彗星在通過近日點後，便移往了天球的南半部，南半球的觀測者看到該彗星於1997年夏季至秋季開始轉暗，在1997年12月後便無法以肉眼看見，無需使用儀器觀測的持間共持續了569天（18.5個月），打破了1811年大彗星的紀錄，它的肉眼可見時間持續了9個月。
在彗星離開太陽後持續轉暗，天文學家仍然對其展開追蹤，至2005年1月，它已超越了天王星的軌道（21 AU），使用大型望遠鏡仍可作出觀測，至最近的結果顯示，它仍在釋出彗尾。
2007年10月，在彗星通過近日點10年後，這顆彗星距離太陽25.7天文單位仍然活躍，檢測到一氧化碳驅動的彗髮。赫歇爾太空天文台在2010年拍攝的照片顯示海爾-博普彗星被一層新鮮的塵埃所覆蓋。海爾-博普彗星於2010年12月再次被發現，當時它距離太陽30.7天文單位。2012年，海爾-博普彗星再次被觀測，當時它距離太陽33.2天文單位。詹姆斯·韋伯太空望遠鏡於2022年觀測海爾-博普彗星，當時彗星距離太陽46.2天文單位。
天文學家預計，該彗星在2020年以前，其光度在30等以內，仍可以強大的望遠鏡觀測，之後便會難以與光度接近的遠方星系分辨。按照現有的數據，它或會於公元4380年左右回歸。

## 軌道的改變
該彗星的上一次回歸可能於4,200年前發生，其軌道與黃道垂直。1996年3月，它與木星距離達0.77天文單位，足以被木星的引力改變軌道。它的軌道被縮短，其公轉週期縮短至2380年，而遠日點也縮至360天文單位，相差大約525天文單位。

## 技術資料
在海爾-博普彗星通過近日點期間，多位天文學家對它作出深入觀測，其結果為彗星科學增添了不少新資料。

### 鈉彗尾

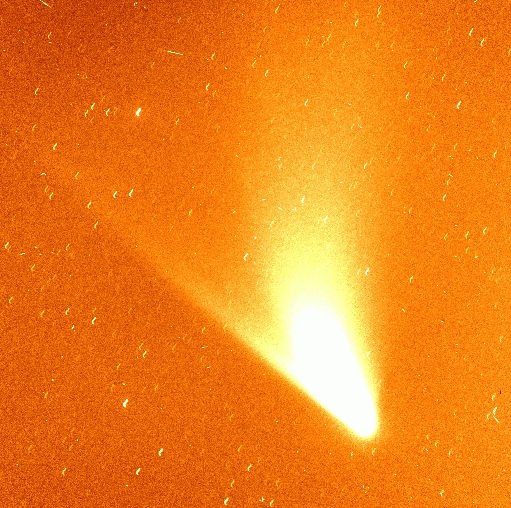
海爾-博普彗星的鈉彗尾

一般彗星的彗尾多由氣體和塵埃所組成，但海爾-博普彗星的彗尾卻帶有金屬元素鈉，只能以配合特定濾波器的強大儀器觀測。以往也曾有人觀測過金屬鈉從彗星中釋出，但從彗尾釋出則屬首次發現，因此這是最令人振奮的發現之一。該彗尾包含鈉原子（非離子），其長度可達5000萬公里長。
據觀測，該彗星的金屬鈉來源是來自其彗髮內層和彗核，而鈉原子的釋出途徑也有多個原理可以解釋，包括包圍著彗核的塵粒互相撞擊，以及紫外線從塵粒中把鈉噴出等，但現時尚未知道該彗星的鈉是如何噴出的。
該彗星的塵埃彗尾背向其軌道，氣體彗尾則背向太陽，而鈉彗尾的方向則介乎於兩者之間，代表鈉原子是透過輻射壓從彗頭中釋出的。

### 重氫元素
該彗星的重氫元素及其化合物包括重水，其含量達到地球海洋中重水含量的兩倍，因此推論得出彗星撞擊地球雖能為地球帶來適量水源，但如果其他彗星均含有不少重水的話，彗星將不是地球唯一的水源。
另外，人們也在該彗星上的氫化合物中找到不少重氫，而重氫與一般氫的比例，在不同的化合物中也不相同，使天文學家認為該彗星的冰塊是在星際雲中形成的，而非在太陽星雲。據推算，該彗星在星際雲形成冰塊時，其溫度介乎在25-45K之間。

### 有機物質
透過光譜觀測，得出該彗星含有不少有機化合物，當中多種物質是首次被發現。它們的分子可能藏於彗核內，彗髮的活動或可使它們產生化合作用。

### 氬元素
人們也從這顆彗星中偵測到稀有氣體氬，這些氣體具不活躍及高揮發性的特點，而不同的惰性氣體元素，其昇華溫度也不相同，因此可用作探測彗星冰的溫度歷史。元素氪的昇華溫度為16-20K，在該彗星中的元素比例不到太陽的25份一，而氬的昇華溫度則較高，在該彗星中的元素比例比太陽高，按照這些觀測結果，推斷出該彗星內部的溫度一直保持在不高於35-40K，但高於20K的水平。除非太陽星雲的溫度和氬含量比人們想像的要高，因此人們認為這顆彗星於海王星外的柯伊伯帶區域形成，並遷移至奧爾特雲。

### 自轉
科學家觀測到該彗星並不是均勻地噴出氣體，而是從特定的位置噴出，他們透過觀測噴發位置的變化而計算出其自轉週期為11小時46分，其後發現它有不只一條自轉軸。

### 雙彗核理論
1999年，有論文指假設海爾-博普彗星存在兩顆彗核，去解釋它放出塵埃的形式。該論文純粹為推論，作者並沒有作過觀測及製作其雙彗核的結構，但估計其中一顆彗核直徑約為30公里，而主彗核則約為70公里，它們距離約180公里，以3天的週期互相公轉。
該論文受到不少天文觀測者的爭議，縱使以強大的哈勃望遠鏡作出觀測，也找不到任何雙彗核的證據。還有當一顆彗星分裂成數塊碎片，它們的距離會漸遠，並且找不到任何彗星是有穩定的雙彗核。再者，雙彗核彗星的軌道往往會因受到太陽和行星引力的攝動而改變和分離。
在1997年尾至1998年初，透過適應性光學裝置作出觀測，認為其彗核的光出現雙峰。但該現象是否由雙彗核產生，至今尚在爭論中。

## 外部連結
- Cometography.com: Comet Hale-Bopp（页面存档备份，存于）
- Hale-Bopp 彗星 （页面存档备份，存于）
- Hale-Bopp彗星專輯
- Hale-Bopp彗星特展